# Giro di Germania 2002
Il Giro di Germania 2002, ventiseiesima edizione della corsa, si svolse dal 3 al 9 giugno 2002 su un percorso di 1 151 km ripartiti in 7 tappe, con partenza da Wiesbaden e arrivo a Stoccarda. Fu vinto dallo spagnolo Igor González de Galdeano della squadra ONCE-Eroski davanti al suo connazionale Aitor Garmendia e al tedesco Tobias Steinhauser.

## Tappe
| Tappa  | Data     | Percorso                                                  | km    | Vincitore di tappa | Leader cl. generale       |
| ------ | -------- | --------------------------------------------------------- | ----- | ------------------ | ------------------------- |
| 1ª     | 3 giugno | Wiesbaden > Tauberbischofsheim                            | 198,6 | Erik Zabel         | Erik Zabel                |
| 2ª     | 4 giugno | Tauberbischofsheim > Pforzheim                            | 186,6 | Erik Zabel         | Erik Zabel                |
| 3ª     | 5 giugno | Bühlertal > Schonach                                      | 192,5 | Aitor Garmendia    | Aitor Garmendia           |
| 4ª     | 6 giugno | Villingen-Schwenningen > Bad Dürrheim (cron. individuale) | 37,6  | Michael Rich       | Igor González de Galdeano |
| 5ª     | 7 giugno | Bad Dürrheim > Friedrichshafen                            | 172,2 | Erik Zabel         | Igor González de Galdeano |
| 6ª     | 8 giugno | Friedrichshafen > Oberstdorf                              | 191   | Stéphane Augé      | Igor González de Galdeano |
| 7ª     | 9 giugno | Biberach an der Riß > Stoccarda                           | 172,2 | Erik Zabel         | Igor González de Galdeano |
| Totale | Totale   | Totale                                                    | 1151  |                    |                           |

## Dettagli delle tappe

### 1ª tappa
- 3 giugno: Wiesbaden > Tauberbischofsheim – 198,6 km

| Pos. | Corridore          | Squadra         | Tempo    |
| ---- | ------------------ | --------------- | -------- |
| 1    | Erik Zabel         | Telekom         | 5h12'42" |
| 2    | Stuart O'Grady     | Crédit Agricole | s.t.     |
| 3    | Salvatore Commesso | Saeco           | s.t.     |

| Pos. | Corridore          | Squadra         | Tempo    |
| ---- | ------------------ | --------------- | -------- |
| 1    | Erik Zabel         | Telekom         | 5h12'32" |
| 2    | Stuart O'Grady     | Crédit Agricole | a 4"     |
| 3    | Salvatore Commesso | Saeco           | a 6"     |

### 2ª tappa
- 4 giugno: Tauberbischofsheim > Pforzheim – 186,6 km

| Pos. | Corridore      | Squadra         | Tempo    |
| ---- | -------------- | --------------- | -------- |
| 1    | Erik Zabel     | Telekom         | 4h44'45" |
| 2    | Olaf Pollack   | Gerolsteiner    | s.t.     |
| 3    | Stuart O'Grady | Crédit Agricole | s.t.     |

| Pos. | Corridore      | Squadra         | Tempo    |
| ---- | -------------- | --------------- | -------- |
| 1    | Erik Zabel     | Telekom         | 9h57'04" |
| 2    | Stuart O'Grady | Crédit Agricole | a 11"    |
| 3    | Stéphane Augé  | Jean Delatour   | a 18"    |

### 3ª tappa
- 5 giugno: Bühlertal > Schonach – 192,5 km

| Pos. | Corridore                 | Squadra       | Tempo    |
| ---- | ------------------------- | ------------- | -------- |
| 1    | Aitor Garmendia           | Coast         | 5h12'22" |
| 2    | Igor González de Galdeano | ONCE-Eroski   | a 22"    |
| 3    | Laurent Brochard          | Jean Delatour | a 42"    |

| Pos. | Corridore                 | Squadra       | Tempo     |
| ---- | ------------------------- | ------------- | --------- |
| 1    | Aitor Garmendia           | Coast         | 15h09'39" |
| 2    | Igor González de Galdeano | ONCE-Eroski   | a 26"     |
| 3    | Laurent Brochard          | Jean Delatour | a 48"     |

### 4ª tappa
- 6 giugno: Villingen-Schwenningen > Bad Dürrheim (cron. individuale) – 37,6 km

| Pos. | Corridore          | Squadra      | Tempo  |
| ---- | ------------------ | ------------ | ------ |
| 1    | Michael Rich       | Gerolsteiner | 46'23" |
| 2    | Tobias Steinhauser | Gerolsteiner | a 12"  |
| 3    | Uwe Peschel        | Gerolsteiner | a 21"  |

| Pos. | Corridore                 | Squadra      | Tempo     |
| ---- | ------------------------- | ------------ | --------- |
| 1    | Igor González de Galdeano | ONCE-Eroski  | 15h57'00" |
| 2    | Aitor Garmendia           | Coast        | a 13"     |
| 3    | Tobias Steinhauser        | Gerolsteiner | a 33"     |

### 5ª tappa
- 7 giugno: Bad Dürrheim > Friedrichshafen – 172,2 km

| Pos. | Corridore       | Squadra       | Tempo    |
| ---- | --------------- | ------------- | -------- |
| 1    | Erik Zabel      | Telekom       | 3h46'23" |
| 2    | Sven Teutenberg | Phonak        | s.t.     |
| 3    | Marco Zanotti   | Fassa Bortolo | s.t.     |

| Pos. | Corridore                 | Squadra      | Tempo     |
| ---- | ------------------------- | ------------ | --------- |
| 1    | Igor González de Galdeano | ONCE-Eroski  | 19h43'23" |
| 2    | Aitor Garmendia           | Coast        | a 13"     |
| 3    | Tobias Steinhauser        | Gerolsteiner | a 33"     |

### 6ª tappa
- 8 giugno: Friedrichshafen > Oberstdorf – 191 km

| Pos. | Corridore          | Squadra       | Tempo    |
| ---- | ------------------ | ------------- | -------- |
| 1    | Stéphane Augé      | Jean Delatour | 4h54'47" |
| 2    | Jimmy Engoulvent   | Bonjour       | s.t.     |
| 3    | Gianluca Bortolami | Tacconi Sport | s.t.     |

| Pos. | Corridore                 | Squadra      | Tempo     |
| ---- | ------------------------- | ------------ | --------- |
| 1    | Igor González de Galdeano | ONCE-Eroski  | 24h49'28" |
| 2    | Aitor Garmendia           | Coast        | a 17"     |
| 3    | Tobias Steinhauser        | Gerolsteiner | a 37"     |

### 7ª tappa
- 9 giugno: Biberach an der Riß > Stoccarda – 172,2 km

| Pos. | Corridore      | Squadra         | Tempo    |
| ---- | -------------- | --------------- | -------- |
| 1    | Erik Zabel     | Telekom         | 4h05'56" |
| 2    | Stuart O'Grady | Crédit Agricole | s.t.     |
| 3    | Gerrit Glomser | Saeco           | s.t.     |

| Pos. | Corridore                 | Squadra      | Tempo     |
| ---- | ------------------------- | ------------ | --------- |
| 1    | Igor González de Galdeano | ONCE-Eroski  | 28h55'36" |
| 2    | Aitor Garmendia           | Coast        | a 17"     |
| 3    | Tobias Steinhauser        | Gerolsteiner | a 37"     |

## Classifiche finali

### Classifica generale
| Pos. | Corridore                 | Squadra          | Tempo     |
| ---- | ------------------------- | ---------------- | --------- |
| 1    | Igor González de Galdeano | ONCE-Eroski      | 28h55'36" |
| 2    | Aitor Garmendia           | Team Coast       | a 17"     |
| 3    | Tobias Steinhauser        | Gerolsteiner     | a 37"     |
| 4    | Jens Voigt                | Crédit Agricole  | a 41"     |
| 5    | Alex Zülle                | Team Coast       | a 42"     |
| 6    | Jörg Jaksche              | ONCE-Eroski      | a 1'00"   |
| 7    | Isidro Nozal              | ONCE-Eroski      | a 1'25"   |
| 8    | David Plaza Romero        | Team Coast       | a 1'33"   |
| 9    | Uwe Peschel               | Gerolsteiner     | a 1'35"   |
| 10   | Eddy Ratti                | Mapei-Quick Step | a 2'08"   |